# 262
262. је била проста година.

## Догађаји
- Цезар Публије Лициније Валеријан Егнације Галијен и Нумије Фаузијан су римски конзули. Конзул у Галији Марко Касијан
- Велики земљотрес у Риму, Либији, али посебно у градовима Азије. Неки градови су поплављени морима. Градови Ефес, Пергам и Кирена су јако страдали.
- Готи, предвођени Респом, Ведуком и Турваром, прешли су Хелеспонт и освајају Ефес, руше чувени Артемидин храм у Ефесу, једно од седам светских чуда древног доба.
- Херули, у савезу са Готима, освајају обале Црног и Егејског мора.

## Смрти
- Википедија:Непознат датум — око 200)